# Thé et Sympathie
Pour plus de détails, voir Fiche technique et Distribution.
Thé et Sympathie (Tea and Sympathy) est un film américain réalisé par Vincente Minnelli et sorti en 1956. C’est une adaptation de la pièce de théâtre homonyme créée à Broadway en 1953, œuvre du dramaturge et scénariste américain Robert Anderson.

## Synopsis
Tom Lee, un étudiant de 17 ans, est plus attiré par la littérature et les arts que par l'univers viril encouragé dans son université à travers le sport notamment, une certaine brutalité, un mépris des femmes. À part l’amitié sans préjugés que lui témoigne son seul camarade Al, Tom se trouve marginalisé par les autres garçons du pensionnat qui l’ont cruellement surnommé « la demoiselle ». Heureusement, il sympathise bientôt avec Laura Reynolds, la femme du professeur responsable du bâtiment universitaire, qui éprouve elle-même quelques difficultés relationnelles avec un mari conformiste et rude refusant d'assumer ses faiblesses. Elle retrouve en Tom son premier mari tué à la guerre. Un vrai dialogue s'instaure peu à peu entre Tom et Laura, et celle-ci va aider le tout jeune homme à assumer ses différences, lui démontrant que sensibilité et raffinement ne riment pas forcément avec homosexualité, orientation dont il est soupçonné dans ce milieu hautement machiste. Leur liaison d'une nuit va bouleverser la vie de Tom qui deviendra un écrivain célèbre, se mariera mais aussi celle de Laura qui quitte son mari.

## Fiche technique
- Titre original : Tea and Sympathy
- Titre français : Thé et Sympathie
- Réalisation :	Vincente Minnelli
- Scénario : Robert Anderson d’après sa pièce de théâtre Thé et Sympathie (1953)
- Dialogues : Robert Anderson
- Assistant à la réalisation : Joel Freeman
- Décors : Edward C. Carfagno, William A. Horning
- Ensembliers : F. Keogh Gleason, Edwin B. Willis
- Costumes : Helen Rose
- Maquillages : William Tuttle
- Coiffures : Sydney Guilarfoff
- Photographie : John Alton
- Son : Wesley C. Miller
- Montage : Ferris Webster
- Musique : Adolph Deutsch
- Production : Pandro S. Berman
- Société de production : MGM (États-Unis)
- Sociétés de distribution : MGM (distributeur international d'origine), Théâtre du Temple (France)
- Pays d’origine :  États-Unis
- Langue originale : anglais
- Format : 35 mm — couleur par Metrocolor — 2.55:1 CinemaScope : 
  - version monophonique
  - version stéréo 4 pistes (Westrex Recording System)
- Genre : comédie dramatique
- Durée : 122 minutes
- Dates de sortie :
  - États-Unis : 27 septembre 1956
  - France : 5 novembre 1956
- (fr) Classifications CNC : tous publics, Art et Essai (visa d'exploitation no 18967 délivré le 21 février 1957)

## Distribution
- John Kerr (VF : Hubert Noel): Tom Robinson Lee
- Deborah Kerr (VF : Jacqueline Porel) : Laura Reynolds
- Leif Erickson (VF : William Sabatier) : Bill Reynolds
- Edward Andrews (VF : Rene Blancard) : Herb Lee (Herbert en VF)
- Darryl Hickman : Al (Jean en VF)
- Dean Jones : Ollie, le joueur de tennis
- Norma Crane : Ellie Martin (Eliane en VF)
- Jacqueline deWit : Lilly Sears, l’amie de Laura
- Tom Laughlin : Ralph
- Ralph Votrian : Steve
- Steven Terrell : Phil
- Kip King : Ted
- Jimmy Hayes : Henry
- Richard Tyler : Roger
- Don Burnett : Vic
- Peter Leeds (non crédité) : le proviseur

## Production

### Casting
Deborah Kerr et John Kerr, créateurs des rôles à la scène à Broadway en 1953, n’ont aucun lien de parenté.

### Tournage
- Période de prises de vue : 12 avril à fin mai 1956[1].
- Intérieurs : studios Metro-Goldwyn-Mayer de Culver City (Californie).
- Extérieurs : scènes à la plage à Zuma Beach, Malibu (Californie)[1],[2].

### Chanson
The Joys of Love, adaptation américaine par Richard Dyer-Bennett de Plaisir d’amour d'après les paroles de Jean-Pierre Claris de Florian sur la musique originale de Jean Paul Égide Martini, interprétée par Gene Merlino (voix chantée de John Kerr).

## Accueil
- The Los Angeles Times a affirmé que le film décevrait les fans de la pièce de théâtre tandis que The New York Times l'a décrit comme un film « fort et sensible », mais inutilement prude[1].
- Au Royaume-Uni, le film fut interdit pour ses allusions à l'homosexualité.
- Le film a bénéficié d'une ressortie en France le 21 septembre 2011.

## Distinctions

### Récompense
Golden Globes 1957 : John Kerr lauréat du Golden Globe de la révélation masculine de l'année.

### Nominations
- New York Film Critics Circle Awards 1956 : Deborah Kerr nommmée pour le prix de la meilleure actrice (2e place) (également pour son rôle dans Le Roi et Moi de Walter Lang).
- Photoplay Awards 1956 : film nommé pour la médaille d'or de la photographie de l’année.
- BAFTA 1958 : Deborah Kerr nommée pour le British Academy Film Award de la meilleure actrice.

## Autour du film
En 1956, parallèlement à Deborah Kerr au cinéma, Ingrid Bergman incarna, en France, au Théâtre de Paris, le personnage de Laura auprès du jeune Jean-Loup Philippe dans le rôle de Tom. Elle fut désapprouvée dans son choix par Roberto Rossellini, son mari de l’époque qui, dérangé par l’évocation de la possible homosexualité du personnage de Tom (à l’instar de l’attitude machiste des autres mâles de la pièce !), refusa d’en effectuer la mise en scène qui, de ce fait, fut confiée à Jean Mercure. Les divergences artistiques apparues entre l'actrice et le réalisateur furent à l’origine de leur rupture.